# Martin Koolhoven
Martinus Wouter (Martin) Koolhoven (Den Haag, 25 april 1969) is een Nederlands filmregisseur en scenarioschrijver . Zijn bekendste films zijn Het schnitzelparadijs, naar de roman van Khalid Boudou, Oorlogswinter naar het boek van Jan Terlouw, en de in 2016 voltooide western Brimstone, die hij zowel schreef als regisseerde (en die door zijn bedrijf werd geproduceerd).

## Biografie

### Opleiding
Koolhoven werd geboren in Den Haag, groeide vanaf zijn derde op in het Westland en verhuisde in 1980 naar Asten. Koolhoven deed de opleiding middelbaar dienstverlenings- en gezondheidszorg onderwijs (MDGO), richting agogisch werk, die hij afrondde na onder meer twee keer een half jaar gewerkt te hebben met verstandelijk gehandicapten. Op het MDGO kwam Koolhoven echter in contact met zijn ware liefde: in het vak audiovisuele productie ging hij aan de gang met beeld en geluid. Hij ontwikkelde zich verder op een audiovisuele hbo-opleiding in Sittard, waar hij twee jaar bleef alvorens hij vertrok naar Brussel om daar te gaan studeren aan de Belgische filmacademie Sint-Lucas. Deze opleiding brak hij af. Hij werkte vervolgens een aantal maanden in gevangenis Maashegge in Overloon te Noord-Brabant. Daarna studeerde hij aan de Filmacademie in Amsterdam. Op de Filmacademie werkte Koolhoven samen met mensen die later deel zouden uitmaken van zijn vaste team. Job ter Burg (montage) en Menno Westendorp (camera) zijn jaargenoten van Koolhoven. In 1996 studeerde Martin Koolhoven af aan de Filmacademie in de richting Regie/Scenario Fictie.

### Film

#### Eerste films
Na zijn eindexamenfilm maakte hij de Lolamoviola Duister Licht, een televisiefilm van bijna een uur. Hij maakte in 1996 ook een aantal videoclips voor Hakkûhbar voor zijn vriend Bob Fosko.
In 1999 maakte hij Suzy Q. De film, uit de eerste reeks telefilms, won in Nederland en het buitenland een aantal prijzen en was de meest bekroonde Nederlandse film van 1999. Koolhoven zelf won daarnaast nog de Prijs van de stad Utrecht (het grootste jonge filmtalent van dat jaar) en werd genomineerd voor de NPS-Cultuurprijs. De film betekende ook de doorbraak van de jonge actrice Carice van Houten, met wie Koolhoven daarna nog vaker heeft gewerkt. Het was tevens het speelfilmdebuut van Michiel Huisman.
Daarna maakt hij in 2001 zowel zijn speelfilmdebuut AmnesiA als de boekverfilming De grot, waar hij zijn eerste Gouden Kalf mee won.

#### Telefilms
Koolhoven wisselde officiële bioscoopfilms af met telefilms. Hij maakte er drie; Suzy Q, Het schnitzelparadijs en 'n Beetje Verliefd. Na het succes van Suzy Q wilde men een bioscooprelease (onder meer in Frankrijk), maar dit kon niet vanwege de muziekrechten. Het schnitzelparadijs en 'n Beetje Verliefd werden allebei voor ze op televisie kwamen toch in de bioscoop uitgebracht en haalden beiden een Gouden Film op. Het zijn de twee succesvolste in de bioscoop uitgebrachte Telefilms ooit.

#### Eerste bioscoopsucces
In 2005 kwamen twee films van Martin Koolhoven uit: Het schnitzelparadijs en Knetter. Hij was daarmee de eerste regisseur die twee films in de Nederlandse bioscoop top 20 had. De multicultikomedie Het schnitzelparadijs (zijn eerste echte publiekshit) werd uiteindelijk de Nederlandse film met de hoogste opbrengsten uit kaartverkoop van 2005. Sindsdien maakt Koolhoven films die wat meer "mainstream" zijn dan in het begin van zijn carrière.
In november 2008 kwam de film Oorlogswinter uit, naar Jan Terlouws bekroonde bestseller. Het werd Koolhovens succesvolste film tot dan toe. Het is zijn derde film die bekroond werd met een Gouden Film. Op 29 december behaalde de film de Platina Film. Uiteindelijk trok de film bijna een miljoen bezoekers.
De film werd ook internationaal goed verkocht. De film zou verschijnen in onder meer de Verenigde Staten, China, Australië, Frankrijk, Ierland, Nieuw-Zeeland, Duitsland en de Scandinavische landen. In 2010 stond Oorlogswinter op de zogeheten shortlist van negen films voor de nominatie beste buitenlandse film bij de Academy Awards maar haalde het niet tot de laatste 5.
In 2010 start Koolhoven samen met producent Els Vandevorst het productiebedrijf N279 Entertainment dat films ontwikkelt en produceert. Ook co-produceert het een aantal buitenlandse films.

#### Internationaal
Koolhoven voltooit in 2016 zijn eerste internationale film, Brimstone, een western met een internationale rolbezetting met onder meer Guy Pearce, Dakota Fanning, Kit Harington en Carice van Houten. Bij de Nederlandse première begin 2017 kreeg de film lovende recensies en werd beschouwd als het belangrijkste werk van Koolhoven tot dan toe. De film werd bekroond met zes Gouden Kalveren 2017 (voor Beste film, Beste regie, Beste camera, Beste production design, Beste muziek en Beste geluid) en deed het goed op internationale festivals. De wereldpremière was in de hoofdcompetitie van het Filmfestival van Venetië (wat dan voor het eerst is dat een Nederlandse film dat lukt in tien jaar) en wordt in Nederland zijn vijfde publiek-succes op een rij.

### Televisie
In 2009 begon Koolhoven als 'tafelheer' in het VARA-programma De Wereld Draait Door.
Later kreeg hij bij het VARA-programma Pauw & Witteman het item Martin at the Movies. Hij besprak hier verschillende films met iets uit de actualiteit als aanleiding.

#### De kijk van Koolhoven
In oktober 2018 zond de VPRO een zesdelige televisieserie uit, getiteld De kijk van Koolhoven, waarin Koolhoven aan de hand van scènes uit zijn favoriete speelfilms een reeks filmcolleges verzorgde, met als onderwerpen 'Spaghetti Western', 'Water', 'Eurohorror',
'Postapocalyps', 'Film Noir' en 'Erotica'. Aansluitend werd na ieder filmcollege een passende speelfilm uitgezonden, die door Koolhoven werd uitgekozen. In januari 2020 werd er een tweede serie De kijk van Koolhoven uitgezonden. De onderwerpen van die serie waren 'Sequels & Remakes', 'Eurocrime', 'Aliens', twee afleveringen 'American Gangsters' en 'Tijdreizen'. Het derde seizoen werd in 2022 uitgezonden.

#### Koolhoven presenteert
Koolhoven koos uit een nieuwe generatie filmmakers de, volgens hem, zes meest getalenteerde en begeleidde hen bij het maken van een genrefilm. Bij uitzending leidde hij de film in op een vergelijkbare wijze als bij De kijk van Koolhoven. Hij sloot de uitzending af met tips voor vergelijkbare films.

### (Film)theater

#### De Keuze van Koolhoven
In januari 2009 begon Martin Koolhoven een filmclub, onder de hoede van Ronald Simons die al langer The Cult Corner-avonden had op OT301. Deze avonden heetten De Keuze van Koolhoven en Martin vertoonde daar twee cultfilms (meestal genrefilms) op het grote doek, die hij zelf inleidde.
Dat deed hij eens in de paar maanden en deze avonden waren dusdanig succesvol dat hij werd uitgenodigd om iets soortgelijks te gaan doen in De Balie.

#### Cinema Egzotik
Vanaf mei 2011 verzorgden Ronald Simons en Martin Koolhoven het (vanaf dan maandelijkse) cultfilmprogramma Cinema Egzotik in de Amsterdamse Balie. Vertoningen op 35mm-film, ingeleid door Simons en/of Koolhoven. Vanaf 6 april 2012 verhuist het programma naar EYE Film Instituut Nederland. De posters voor De Keuze van Koolhoven en Cinema Egzotik werden gemaakt door Hajo de Boer.
In januari 2019 stopte Cinema Egzotik, maar Koolhoven ging alleen door bij EYE Film Instituut Nederland opnieuw onder de naam De Keuze van Koolhoven. Maandelijks vertoont hij een speelfilm, die hij een inleiding geeft van een uur, waarbij hij ook fragmenten vertoont die aansluiten bij de filmkeuze van die avond.

#### Koolhoven & Simons
Vanaf juli 2020 ging Koolhoven opnieuw samenwerken met Ronald Simons en werden deze maandelijkse programma's onder de naam Koolhoven & Simons voortgezet.

### Theater

#### Klassiekers met Koolhoven
In 2019 was Koolhoven voor het eerst in theaters te zien in het avondvullende programma Klassiekers met Koolhoven.

#### Koolhovens Keuze
In 2022 volgde het filmtheaterprogramma Koolhovens Keuze, waarin verschillende thema's werden behandeld. Koolhoven behandelde met behulp van verschillende filmfragmenten het thema, daarna volgt een hoofdfilm.

### Visie op cinema
In 2002 stelde de Filmkrant een aantal Nederlandse regisseurs de vraag: "Wat is cinema?", naar aanleiding van het IFFR, dat dat jaar als thema "What (is) Cinema?" had meegekregen. Martin Koolhoven antwoordde:

Wat is cinema?
De hoed die door de wind wordt weggeblazen in Miller's Crossing.

Het knoopje boven de gloeilamp in Stalag 17.

De getatoeëerde vingers van Robert Mitchum in The Night of the Hunter.

Paul Newman die vertelt hoe het voor hem is om een keu vast te houden in The Hustler.

Hoe het titeltje "NOW" inkomt in Escape from New York.

De sambaballen uit Some Like It Hot.

Hoe Mastroianni een sigaret rookt in La Dolce Vita.

Barbara Stanwyck op de gang in Double Indemnity.

Rutger Hauer voor op het schip in Soldaat van Oranje.

Hoe Bourvil loopt in de schoenen van Louis de Funès in La Grande Vadrouille.

De opening van Touch of Evil.

De eindmonoloog van Hauer in Blade Runner.

Het pakje sigaretten in The Tenant.

De mond van Jeanne Moreau, de ogen van Paul Newman, de billen van Marilyn Monroe, de wangen van Orson Welles, de stem van Linda Fiorentino (of Joan Greenwood) en de borsten van de sigarettenverkoopster uit Amarcord.

Cinema is op de brommer van je zus naar Eindhoven. De voorpret als je kijkt naar de plaatjes in de vitrine en het gevoel dat je krijgt als het licht uitgaat in de zaal. Daar waar film ophoudt, begint cinema.

## Filmografie
- 1993: Chess (korte film)
- 1995: KOEKOEK! (korte film)
- 1996: De orde der dingen (korte film)
- 1997: Vet heftig (video)
- 1997: Duister licht (televisiefilm)
- 1999: Suzy Q (televisiefilm)
- 2001: AmnesiA
- 2001: De grot
- 2004: Het Zuiden
- 2005: Het schnitzelparadijs
- 2005: Knetter
- 2006: 'n Beetje Verliefd
- 2008: Oorlogswinter
- 2016: Brimstone

## Prijzen
In januari 2020 kreeg Koolhoven het Zilveren Roosje uitgereikt omdat hij "van grote betekenis is of is geweest voor de Nederlandse filmwereld".
In april 2022 won Koolhoven de Rutger Hauer Award, die elk jaar wordt uitgereikt aan een persoon of een instituut dat een belangrijke bijdrage heeft geleverd aan de ontwikkeling en promotie van jong filmtalent in Nederland.

## Publicaties
- Guido Bindels (red.) - Zuchten van de Ziel: Bijzondere muziek in bijzondere tijden (2020) – bijdrage
- Jan Verheyen - Alle Remmen Los! Een afdaling in de riolen van pulpcinema uit de wilde jaren '70 (2020) – bijdrage